# Голдинг, Уильям
Сэр Уи́льям Дже́ральд Го́лдинг (англ. William Gerald Golding; 19 сентября 1911 — 19 июня 1993) — английский писатель, лауреат Нобелевской премии по литературе 1983 года. За почти сорокалетнюю литературную карьеру Голдинг издал 12 романов; всемирную известность ему обеспечил первый из них, «Повелитель мух», считающийся одним из самых выдающихся произведений мировой литературы XX века.

## Биография
Уильям Джералд Голдинг родился 19 сентября 1911 года в деревне Сент-Коламб Майнор (графство Корнуолл) в семье Алека Голдинга, школьного преподавателя и автора нескольких учебников. О своём дошкольном детстве Уильям сохранил немного воспоминаний: знакомых и друзей у него не было, круг общения ограничивался членами семьи и няней Лили. Запомнились лишь прогулки по сельской местности, продолжительные выезды к корнуоллскому морскому побережью, а также очарованность «ужасами и мраком фамильного особняка в Мальборо и близлежащего кладбища». В эти ранние годы у Голдинга зародились два пристрастия: к чтению и математике. Мальчик начал самообразование с классики («Одиссея», Гомер), прочёл романы Дж. Свифта, Э. Р. Берроуза, Жюля Верна, Э. А. По. В 1921 году Уильям поступил в среднюю школу Мальборо (Marlborough Grammar School), где его отец Алек преподавал естественные науки. Здесь у подростка впервые появилась идея заняться писательством: в двенадцатилетнем возрасте он задумал своё первое художественное произведение, посвящённое теме зарождения профсоюзного движения. Сохранилась лишь первая фраза запланированной 12-томной эпопеи: «Я родился в герцогстве Корнуоллском 11 октября 1792 года; мои родители были богатыми, но честными людьми». Как отмечалось впоследствии, употребление «но» уже говорило о многом.
В 1930 году, уделив особое внимание латыни, Уильям Голдинг поступил в Брейзноуз-колледж (англ. Brasenose College) Оксфордского университета, где, следуя воле родителей, решил заняться естественными науками. Ему потребовалось два года, чтобы понять ошибочность выбора и в 1932 году, изменив программу обучения, сконцентрироваться на изучении английского языка и литературы. При этом Голдинг не только сохранил, но и развил в себе интерес к древности; в частности к истории первобытных сообществ. Именно этот интерес (по мнению критика Б. Олдси) обусловил идейную основу его первых серьёзных произведений. В июне 1934 года он окончил колледж с дипломом второй степени.

### Литературный дебют

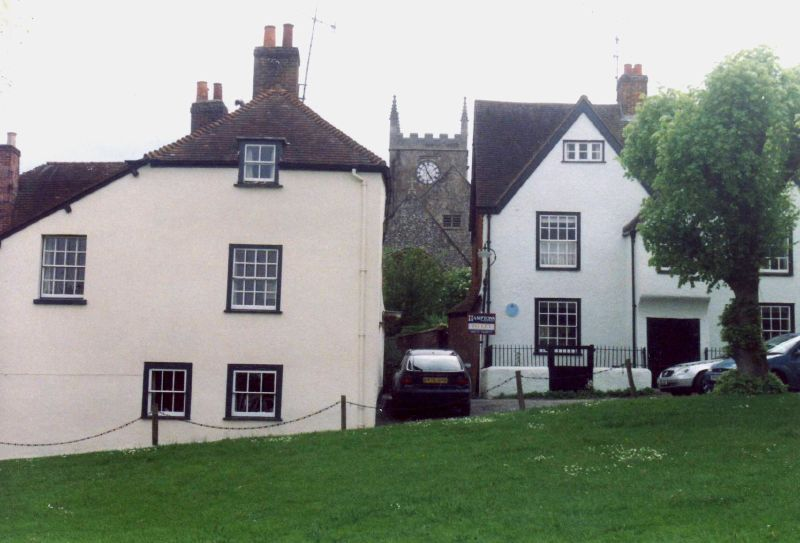
Дом Голдингов в Мальборо

Будучи студентом Оксфорда, Голдинг начал писать стихи; поначалу это увлечение служило своего рода психологическим противовесом необходимости погружаться в точные науки. Как писал Бернард Ф. Дик, начинающий литератор начал просто «записывать свои наблюдения — о природе, безответной любви, зове морей и соблазнах рационализма». Один из его студенческих друзей самостоятельно скомпоновал эти отрывки в сборник и отослал их в издательство Macmillan, готовившее специальную серию публикаций поэзии молодых авторов. Однажды утром, осенью 1934 года, Голдинг неожиданно получил чек на пять фунтов стерлингов за сборник Poems by W. G. Golding, таким образом и узнав о начале своей литературной карьеры.
Впоследствии Голдинг неоднократно выражал сожаление о том, что этот сборник увидел свет; как-то раз даже приобрёл подержанный экземпляр — исключительно, чтобы порвать его и выбросить (лишь позже он узнал, что уничтожил коллекционную редкость). Однако стихотворения 23-летнего поэта стали впоследствии рассматриваться критиками как вполне «зрелые и самобытные»; кроме того, отмечалось, что они ярко характеризуют спектр интересов автора, центральное место в котором занимают тема разделённости общества и критика рационализма. В числе стихов, на которые исследователи впоследствии обращали внимание, были «Non-Philosopher’s Song», сонет о конфликте «ума и сердца», а также антирационалистическое произведение «Mr. Pope». В 1935 году сборник продавался по шиллингу за экземпляр; впоследствии, когда его автор стал знаменитым, стоимость раритетной книги подскочила до нескольких тысяч долларов.
В 1935 году Голдинг получил степень бакалавра искусств и осенью в качестве преподавателя приступил к работе в школе Michael Hall в Стритеме на юге Лондона. В эти годы, подрабатывая в расчётной палате и социальных службах (в частности, в лондонском приюте для бездомных), он начал писать пьесы, которые сам же ставил в небольшом лондонском театре. Осенью 1938 года Голдинг вернулся в Оксфорд для получения диплома об окончании университета; в январе следующего — начал подготовительную преподавательскую практику в солсберийской школе епископа Уордсворта, первоначально — в средней школе Мейдстоун (Maidstone Grammar School), где и познакомился с Энн Брукфилд, специалисткой по аналитической химии. В сентябре 1939 года они поженились и переехали в Солсбери: здесь начинающий литератор приступил к преподаванию английского языка и философии — уже непосредственно в Уордсвортской школе. В декабре того же года, вскоре после рождения первенца, Голдинг ушёл служить на флот.

#### Война: 1941—1945 годы
Первым боевым кораблём Голдинга стал HMS Galatea, действовавший на севере Атлантического океана. В начале 1942 года Голдинга перевели в Ливерпуль, где в составе морского патрульного подразделения он нёс многочасовые дежурства в Гладстонском доке. Весной 1942 года он был направлен в MD1, военный исследовательский центр в Букингемшире, а в начале 1943 года, в соответствии с поданным прошением, был возвращён в действующий флот. Вскоре Голдинг оказался в Нью-Йорке, где занялся организацией переправки миноносцев — из доков изготовителя в Нью-Джерси в Великобританию. Пройдя специальную подготовку на десантном корабле-ракетоносце, в качестве командира такого судна он принял участие в событиях D Day: высадке союзников в Нормандии и вторжении на остров Валхерен.
Жизненный опыт военных лет, как сам писатель признавался впоследствии, лишил его каких бы то ни было иллюзий относительно свойств человеческой природы. «Я начал понимать, на что способны люди. Всякий, прошедший войну и не понявший, что люди творят зло подобно тому, как пчела производит мёд, — или слеп, или не в своем уме», — говорил он. «Будучи молодым человеком, до войны я имел легковесно-наивные представления о человеке. Но я прошел через войну, и это изменило меня. Война научила меня — и многих других — совсем иному», — говорил писатель в интервью Дугласу А. Дэвису, New Republic.

### Всемирная известность
Демобилизовавшись в сентябре 1945 года, Уильям Голдинг вернулся к преподаванию в школе Уордсворта в Солсбери; в эти же дни он приступил к серьёзному изучению древнегреческой литературы. «Если бы мне действительно пришлось выбирать приёмных литературных родителей, то я произнес бы такие громкие имена, как Еврипид, Софокл, возможно, Геродот… Могу заметить также, что <в те годы> я развил в себе глубокую любовь к Гомеру», — рассказывал писатель Дж. Бейкеру («William Golding, A Critical Study»). Тогда же Голдинг вернулся к довоенному увлечению: литературной деятельности; поначалу — к написанию рецензий и статей для журналов. Ни один из четырёх ранних романов писателя не был опубликован, все рукописи впоследствии оказались утраченными. Позже Голдинг говорил, что эти попытки были заранее обречены на провал, потому что в них он пытался удовлетворить потребности — не свои собственные, но издательские. От писателя, прошедшего войну, ждали чего-то, основанного на военном опыте — мемуаров или романа.
В 1952 году Голдинг приступил к работе над романом, озаглавленным «Незнакомцы, явившиеся изнутри» (Strangers from Within); в январе следующего года принялся рассылать рукописи издателям, раз за разом получая отказы. В 1953 году роман в течение семи месяцев читался и отвергался издателями; рецензент Faber & Faber счёл произведение «абсурдным, неинтересным, пустым и скучным». В общей сложности двадцать один издатель вернул рукопись автору. А затем Чарльз Монтейт (англ. Charles Monteith), в недавнем прошлом — юрист, принятый издательством на должность редактора за месяц до этого, почти в буквальном смысле слова вынул роман из мусорной корзины. Он и уговорил Faber & Faber купить произведение — за смехотворную сумму в 60 фунтов стерлингов.
Аллегорический роман о группе школьников, оказавшихся на острове во время некой войны (разворачивающейся, скорее всего, в недалёком будущем), в жёстко отредактированном Монтейтом варианте и под новым заголовком «Повелитель мух» (англ. Lord of the Flies) вышел в сентябре 1954 года. Изначально задуманный как иронический «комментарий» к «Коралловому острову» Р. М. Баллантайна, он являл собою сложную аллегорию первородного греха в соединении с размышлениями о глубинной человеческой сути. Первые отклики на это произведение, приключенческое по сюжету, апокалиптическое по духу, были сдержанными и неоднозначными. После выхода в мягком переплёте книга стала в Великобритании бестселлером; по мере того, как росла репутация романа, менялось и отношение к нему литературной критики. В конечном итоге «Повелитель мух» по уровню интереса со стороны аналитиков оказался сравним с двумя основными книгами Дж. Оруэлла. В 1955 году Голдинг был избран в Королевское общество литературы. Популярность в США пришла к писателю после очередного переиздания «Повелителя мух» в 1959 году.
Голдинг всю свою жизнь считал самый свой знаменитый роман «скучным и сырым», а его язык — «школярским» (англ. O-level stuff). К тому факту, что «Повелитель мух» считается современной классикой, он относился не слишком серьёзно, а заработанные на нём деньги рассматривал как нечто, равнозначное «выигрышу в Монополию». Писатель искренне не понимал, как мог этот роман оставить в тени его более сильные книги: «Наследники», «Шпиль» и «Воришку Мартина». В конце жизни Голдинг не смог заставить себя даже перечитать рукопись в её изначальном, неотредактированном варианте, опасаясь, что расстроится до такой степени, «что сможет сотворить с собой нечто ужасное». Между тем, в дневнике Голдинг раскрывал и более глубокие причины своего отвращения к «Повелителю мух»: «В сущности, я презираю себя, и мне важно, чтобы меня не открыли, не разоблачили, не распознали, не разворошили» (англ. ...basically I despise myself and am anxious not to be discovered, uncovered, detected, rumbled).

#### 1955—1963
Голдинг продолжал заниматься преподавательской деятельностью вплоть до 1960 года: всё это время он писал в свободные часы. В 1955 году вышел его второй роман «Наследники» (англ. The Inheritors); тема «общественный порок как следствие изначальной порочности человеческой природы» получила здесь новое развитие. Роман, действие которого происходит на заре становления человечества, Голдинг называл впоследствии своим любимым; высоко оценили произведение и литературные критики, обратившие внимание на то, как автор развил здесь идеи «Повелителя мух».
В 1956 году был опубликован роман «Воришка Мартин» (англ. Pincher Martin); одно из самых сложных произведений писателя в США вышло под заголовком «Две смерти Кристофера Мартина»: издатели опасались, что читателю здесь может оказаться неизвестным сленговое значение слова «пинчер» («мелкий воришка»). История о «современном Фаусте», который «отказывается принять смерть даже из рук Господа», — потерпевшем кораблекрушение морском офицере, выбирающемся на утёс, который представляется ему островом и тщетно цепляющемся за жизнь, — завершила «первобытный» этап в творчестве Голдинга лишь формально; исследование основных тем двух первых романов здесь было продолжено в новом ключе, в экспериментальной структуре и с изощрённым вниманием к мельчайшим деталям.
Во второй половине 1950-х годов Голдинг начал принимать активное участие в столичной литературной жизни, сотрудничать в качестве рецензента с такими изданиями, как The Bookman и The Listener, выступать на радио. В том же году его рассказ «Чрезвычайный посол» (Envoy Extraordinary) вошёл в сборник «Sometime, Never» (издательство Eyre and Spottiswoode), наряду с рассказами Джона Уиндхэма и Мервина Пика. 24 февраля 1958 года в Оксфорде состоялась премьера пьесы «Медная бабочка» (The Brass Butterfly, с Алистером Симом в главной роли), поставленной по рассказу «Чрезвычайный посол». Спектакль с успехом прошёл во многих городах Британии, месяц демонстрировался на столичной сцене. Текст пьесы был опубликован в июле. Осенью 1958 года Голдинги переехали в селение Боуэрчок (Bowerchalke). В течение двух следующих лет писатель перенёс две тяжёлых утраты: скончались его отец и мать.
В 1959 году был опубликован роман «Свободное падение» (англ. Free Fall); произведение, основной идеей которого, по замыслу автора, была попытка показать, что «жизнь изначально нелогична <и остаётся таковой> до тех пор, пока мы сами не навяжем ей логику», многими считается сильнейшим в его наследии. Облечённые в художественную форму размышления о границах свободного выбора человека отличались от первых произведений Голдинга отсутствием иносказательности и строго вычерченной сюжетности; тем не менее, развитие основных идей, касавшихся критики базовых понятий о человеческой жизни и её смысле, было продолжено и здесь.

Осенью 1961 года Голдинг с женой отправился в США, где год проработал в женском художественном колледже Hollins (штат Вирджиния). Здесь в 1962 году он начал работу над своим следующим романом «Шпиль», а также произнёс первую версию лекции «Притча» — о романе «Повелитель мух». Объясняя в интервью 1962 года суть своего мировоззрения в отношении основной темы своих первых романов, Голдинг говорил: «В глубине души я оптимист. На интеллектуальном уровне понимая, что… шансы у человечества взорвать себя — примерно один к одному, на эмоциональном уровне я просто не верю, что оно это сделает». В том же году Голдинг уволился из школы Уордсворта и стал профессиональным литератором. Выступая на встрече европейских писателей в Ленинграде в 1963 году, он так формулировал свою философскую концепцию, выраженную в романах, обеспечивших ему известность: 
Факты жизни приводят меня к убеждению, что человечество поражено болезнью... Это и занимает все мои мысли. Я ищу эту болезнь и нахожу её в самом доступном для меня месте - в себе самом. Я узнаю в этом часть нашей общей человеческой натуры, которую мы должны понять, иначе её невозможно будет держать под контролем. Вот поэтому я и пишу со всей страстностью, на какую только способен...
Всемирному признанию автора способствовал фильм «Повелитель мух» 1963 года, снятый режиссёром Питером Бруком.

#### 1964—1983
Одним из важнейших произведений Голдинга считается «Шпиль» (англ. The Spire, 1964). В романе, прочно сплетающем миф и реальность, автор обратился к исследованию природы вдохновения и размышлениям о том, какую цену приходится человеку платить за право быть созидателем. В 1965 году вышел сборник «Горячие врата» (англ. The Hot Gates), включавший в себя публицистические и критические работы, написанные в 1960—1962 годах для журнала «Спектейтор». Как выдающиеся были отмечены очерки о детстве («Billy the Kid», «The Ladder and the Tree») и эссе «Притча», в котором автор попытался ответить на все вопросы, задававшиеся ему о романе «Повелитель мух» читателями и специалистами. К этому моменту Голдинг приобрёл как массовую популярность, так и авторитет у критиков. Затем, однако, в творчестве писателя наступила многолетняя пауза, когда из-под пера его выходили лишь рассказы и новеллы.
В 1967 году вышел сборник трёх новелл под общим заголовком «Пирамида», объединённых местом действия, провинциальным Стилбурном, где восемнадцатилетний Оливер познаёт жизнь как «сложное нагромождение лицемерия, наивности, жестокости, извращённости и холодного расчёта». Произведение, в некоторых элементах автобиографическое, вызвало разноречивые отклики; не все критики сочли его в полной мере романом, но многие отметили необычное сочетание социальной сатиры и элементов психологического романа. Значительно теплее был встречен сборник «Бог-скорпион» (The Scorpion God: Three Short Novels, 1971), три новеллы которого переносят читателя в Древний Рим («Чрезвычайный посол»), в первобытную Африку («Клонк-клонк») и на побережье Нила в IV тысячелетие до новой эры («Бог-Скорпион»). Книга вернула писателя к более привычному жанру притчи, который был использован им здесь, чтобы проанализировать актуальные для новейшего времени философские вопросы человеческого бытия, но сохранила элементы социальной сатиры.
В последующие годы критики терялись в догадках о том, что произошло в 1970-х годах с писателем, заметно снизившим творческую активность; высказывались самые мрачные прогнозы, связанные с мировоззренческим кризисом, творческим тупиком, в который якобы зашёл «усталый пророк» из Солсбери. Но в 1979 году роман «Зримая тьма» (заголовок которого был заимствован из поэмы Мильтона «Потерянный рай»; такое определение поэт-классик давал Преисподней) ознаменовал возвращение Голдинга в литературу больших форм и был удостоен мемориальной премии Джеймса Тейта Блэка. Первые же сцены книги, в которых маленький ребёнок со страшными ожогами выходит из огня во время бомбардировки Лондона, заставили критиков вновь заговорить о библейских аналогиях и взглядах писателя на проблему изначального, первобытного Зла. Исследователи отмечали, что в конце 1970-х годов у Голдинга словно бы открылось «второе дыхание»; за последующие десять лет из-под его пера вышли пять книг, по глубине проблематики и мастерству исполнения не уступавших его первым произведениям.
За романом «Зримая тьма» (1979) последовали «Ритуалы плавания» (1980), принёсшие автору Премию Букера и положившие начало «Морской трилогии» — социально-философскому иносказательному повествованию об Англии, «плывущей в неизвестность по волнам истории». В 1982 году Голдинг опубликовал сборник эссе, озаглавленный «Движущаяся мишень» («A Moving Target», 1982), а год спустя стал обладателем наивысшей литературной награды.

### Присуждение Нобелевской премии

Уильям Голдинг на вручении Нобелевской премии по литературе 1983 г.

В 1983 году Уильям Голдинг был удостоен Нобелевской премии по литературе — «за романы, которые с ясностью реалистического повествовательного искусства в сочетании с многообразием и универсальностью мифа помогают постигнуть условия существования человека в современном мире». Для многих явилось неожиданностью то, что Голдинга предпочли другому английскому кандидату, Грэму Грину. Более того, один из членов Шведской академии, литературовед Артур Лунквист, голосуя против избрания Голдинга, заявил, что этот автор — явление чисто английское и его произведения «не представляют существенного интереса». Иную оценку произведениям кандидата дал Ларс Июлленстен: «Романы и рассказы Голдинга — это не только угрюмые нравоучения и темные мифы о зле и предательских разрушительных силах, это ещё и занимательные приключенческие истории, которые могут читаться ради удовольствия», — говорил представитель Шведской академии. «Его книги волнуют и увлекают. Их можно читать с удовольствием и пользой, не прилагая особых усилий… Но при этом они возбудили необычайный интерес среди профессиональных литературных критиков, которые обнаружили огромный пласт сложностей и двусмысленностей в работах Голдинга», — говорилось в официальном заявлении Шведской академии.
В Нобелевской лекции Уильям Голдинг в шутливой форме отрёкся от репутации безнадёжного пессимиста, сказав, что он — «универсальный пессимист, но космический оптимист».
Двадцать пять лет назад на меня легкомысленно наклеили ярлык пессимиста, не понимая, что этот титул прицепится надолго, так же, как, к примеру, к имени Рахманинова прицепилась знаменитая до-диез минорная прелюдия. Ни одна аудитория не отпускала его со сцены, до тех пор пока он не исполнит её. Так и критики вчитываются в мои книги до тех пор пока не найдут что-нибудь, что кажется им безнадежным. И я не могу понять почему. Сам я не чувствую этой безнадежности<…>Размышляя о мире, которым правит наука, я становлюсь пессимистом… Тем не менее, я оптимист, когда вспоминаю о духовном мире, от которого наука пытается меня отвлечь… Нам надо больше любви, больше человечности, больше заботы.У. Голдинг, Нобелевская речь, 1983

### Последние годы жизни
В 1988 году Голдинг получил от Королевы Елизаветы Второй рыцарский титул. За четыре года до этого писатель опубликовал роман «Бумажные людишки» (The Paper Men), в англо-американской прессе вызвавший ожесточённые споры. За ним последовали «Тесное соседство» (Close Quarters, 1987) и «Пожар внизу» (Fire Down Below, 1989). В 1991 году писатель, незадолго до этого отпраздновавший свой восьмидесятый день рождения, самостоятельно объединил три романа в цикл, который был издан под одной обложкой под заголовком «На край света: морская трилогия».
В 1992 году Голдинг узнал о том, что страдает злокачественной меланомой; в конце декабря опухоль была удалена, но стало ясно, что здоровье писателя подорвано. В начале 1993 года он приступил к работе над новой книгой, завершить которую не успел. Роман «Двойной язык» (The Double Tongue), восстановленное по незавершённым наброскам и потому сравнительно небольшое произведение, рассказывающее (от первого лица) историю прорицательницы Пифии, был опубликован в июне 1995 года, через два года после смерти автора.
Уильям Голдинг скоропостижно скончался от обширного инфаркта у себя дома в Перранауортоле (англ.) 19 июня 1993 года. Его похоронили на церковном кладбище в Бауэрчоке, а панихиду отслужили в солсберийском кафедральном соборе под тем самым шпилем, который вдохновил писателя на одно из его самых известных произведений.

## Творчество
Как отмечал литературовед А. А. Чамеев, проза Уильяма Голдинга, «пластичная, красочная, напряжённая», принадлежит к самым «ярким явлениям послевоенной британской литературы». Для произведений Голдинга характерны драматизм, философская глубина, разнообразие и сложность метафорического языка; за кажущимися простотой и непринуждённостью повествования в книгах автора «скрываются цельность и строгость формы, выверенная слаженность деталей». Согласно У. Аллену, каждый компонент произведения писателя, сохраняя художественную самостоятельность, «работает» на заранее заданную философскую концепцию, нередко противоречивую и спорную, но «неизменно продиктованную искренней тревогой за судьбу человека в вывихнутом мире; претворённая в плоть и кровь художественных образов, эта концепция превращает всю конструкцию в обобщение почти космической широты».
Концепции Голдинга, в основном, основывались на крайне пессимистическом отношении к природе человека и перспективах его эволюции. «Оптимистическое представление о целесообразности и необратимости исторического процесса, вера в разум, в научный прогресс, в общественное переустройство, в изначальную доброту человеческой природы кажутся Голдингу — в свете опыта военных лет — не более чем иллюзиями, обезоруживающими человека в его отчаянных попытках преодолеть трагизм бытия», — писал А. Чамеев. Формулируя свои цели, писатель ставил во главу угла проблему исследования человека со всеми его тёмными сторонами. «Человек страдает от чудовищного неведения своей собственной природы. Истинность этого положения для меня несомненна. Я целиком посвятил своё творчество решению проблемы, в чём существо человеческое», — писал он в 1957 году.
Исследователи по-разному классифицировали жанр произведений У. Голдинга: «притча», «парабола», «философско-аллегорический роман», отмечая, что его персонажи, как правило, вырваны из повседневности и поставлены в обстоятельства, где нет тех удобных лазеек, что существуют в обычных условиях. Сам писатель не отрицал притчевого характера своей прозы; более того, посвятил размышлениям на эту тему лекцию, прочитанную американским студентам в 1962 году. Признавая свою приверженность мифотворчеству, он трактовал «миф» как «ключ к существованию, открывающий конечный смысл бытия и вбирающий в себя жизненный опыт целиком и без остатка». Исследователями отмечалось своеобразие «мира Голдинга»: его малонаселенность, нередко — замкнутость (остров в «Повелителе мух», участок первобытного леса в «Наследниках», одинокая скала посреди океана в «Воришке Мартине»). Именно пространственная ограниченность поля действия открывает автору «простор для моделирования разного рода экстремальных (пограничных — в экзистенциалистской терминологии) ситуаций», обеспечивая тем самым «чистоту опыта», — считал А. Чамеев.

### Отзывы критики
Творчество Уильяма Голдинга всегда вызывало разноречивые, нередко полярные отклики и оценки. Американский критик Стенли Э. Хаймен называл его «самым интересным современным английским писателем». Того же мнения придерживался английский романист и критик В. С. Притчетт. Однако аллегоричность прозы Голдинга давала критикам повод для многочисленных споров. Высказывались мнения о том, что иносказания отягощают повествовательную канву его книг; многим писательская манера автора казалась претенциозной. Фредерик Карл критиковал Голдинга за «неспособность… дать интеллектуальное обоснование своим темам», а также за «дидактический тон». «Его эксцентрическим темам недостает равновесия и зрелости, которые свидетельствовали бы о литературном мастерстве», — утверждал этот же критик. Джонатан Рабан считал Голдинга не столько романистом, сколько «проповедником от литературы», озабоченным исключительно решением глобальных вопросов бытия. «Его книги следуют проповеднической традиции — как минимум в той же степени, в какой они следуют традиции романа. Голдинг не слишком преуспевает в воспроизведении реальности; вымышленные события в его романах происходят так, как происходят они в притчах. Стиль его прозы лишён мелодичности и часто выглядит неуклюжим», — писал Рабан в журнале The Atlantic.

#### «Повелитель мух» и «Наследники»
Первые отклики на дебютный роман Голдинга были сдержанными. По мере того, как репутация и популярность романа росли, стало меняться и отношение к нему. Литературные критики, поначалу воспринявшие произведение как очередную приключенческую историю, — вскоре стали выстраивать вокруг него целые теоретические структуры. В конечном итоге «Повелитель мух» был включён в основные образовательные программы; более того, по уровню интереса к нему со стороны аналитиков оказался сравним с двумя основными книгами Дж. Оруэлла. В США, как отмечал Дуайт Гарнер, обозреватель «Нью-Йорк Таймс», именно «Повелитель мух» «заменил сэлинджеровскую "Над пропастью во ржи" в качестве Библии несчастливого детства».
Основную идею романа, состоящую в том, что «так называемая цивилизованность человека есть нечто, в лучшем случае лишь поверхностное» (Джеймс Стерн, New York Times Book Review), критика формулировала, следуя высказываниям самого автора о своём детище. Начиная с этого момента Голдинга стали считать выразителем пессимистического взгляда на человеческую природу; мастером аллегории, использующим жанр романа для анализа непрекращающейся борьбы в человеке цивилизованного «я» с его тёмной первобытной природой. Некоторые исследователи усматривали в «Повелителе мух» присутствие библейских мотивов (Дэвид Андерсон считал, что это «сложная версия истории Каина — человека, который — после того, как его сигнальный костер не сработал, убил брата своего»), отмечая, что роман «исследует истоки моральной деградации человечества». К. Б. Кокс назвал в 1960 году «Повелитель мух», «возможно, самым важным романом, созданным в 1950-е». В списке The Times «The Best 60 Books of the Past 60 years» роман занял строку лучшего романа 1954 года. Лайонел Триллинг придавал произведению значение поворотного пункта в истории современной английской литературы: после него «…Бог, возможно, и умер, но Дьявол расцвёл — особенно в английских общественных школах».
Второй роман Голдинга, «Наследники», рассматривался, с одной стороны, как неявное продолжение первого, с другой, как полемика с «Очерком истории» (англ. Outline of History) Герберта Уэллса, исповедовавшего оптимистический, рационалистский взгляд на прогресс человечества. Times Literary Supplement отмечал, что два эти произведения даже в чём-то близки стилистически. Голдинг вспоминал, что его отец-рационалист именно эту работу Уэллса рассматривал как «истину в последней инстанции». Питер Грин (A Review of English Literature), отмечая внутреннюю связь «Наследников» с «Повелителем мух», писал, что Голдинг в своём втором романе «…всего лишь создал вторую рабочую модель для того, чтобы истинную человеческую природу показать под иным углом». Другой британский критик, Олдси, продолжил ту же параллель в религиозном ключе: оба романа, в его представлении, исследуют регресс человека — не в дарвинистском, но в библейском ключе. Мальчики из «Повелителя мух» регрессируют, неандертальцы — вытолкнуты пришельцами вперёд, к прогрессу, но результат оказывается одинаков. В совокупности два первых романа Голдинга, по мнению Лоуренса Р. Райса («Wolf Masks: Violence in Contemporary Fiction»), являют собой «исследование человеческой природы, в котором на первый план выведено насилие; агрессия, человеком обращённая против себе подобных».

#### Романы 1959—1964 годов
«Первобытный» период в творчестве Голдинга с публикацией третьего романа, «Воришка Мартин», завершился, но критики отметили в нём отголоски знакомых идей. Аллегория смехотворности мелочной борьбы человека, чье «видимое существование является как бы добровольным чистилищем, отказом принять Божью милость и умереть» рассматривалась и в библейских категориях: так, Southern Review отметил, что эпизоды произведения выстроены «в шестидневную структуру… предсмертного жизненного опыта», которая, включая безвременье, в котором происходят вымышленные события островитянина, «служит ужасающей пародией на шесть дней Сотворения…». «Тьма <для автора> становится универсальным символом: это мрак существа, лишенного способности видеть себя, …мрак подсознания, мрак сна, смерти и за смертью — неба», — писал Стивен Медкалф в книге «Уильям Голдинг».
Роман «Свободное падение» (1958), посвящённый исследованию вопроса о границах свободного выбора человека, отличался от первых произведений Голдинга отсутствием всякой иносказательности. Вместе с тем, критика подметила и здесь продолжение ряда линий, начатых в ранних романах: исследуя переход от детской невинности к взрослости, для которой характерна полная утрата внутренней свободы, автор подверг сомнению базовые понятия о человеческой жизни и её смысле. Стивен Медкалф усмотрел в «Свободном падении» параллели с Данте (первую возлюбленную героя, которая впоследствии оказывается в клинике для умалишённых, зовут Беатрис), отметив, что Голдинг в своём романе прослеживает падение человека непосредственно — там, где Данте ограничивается намёками.

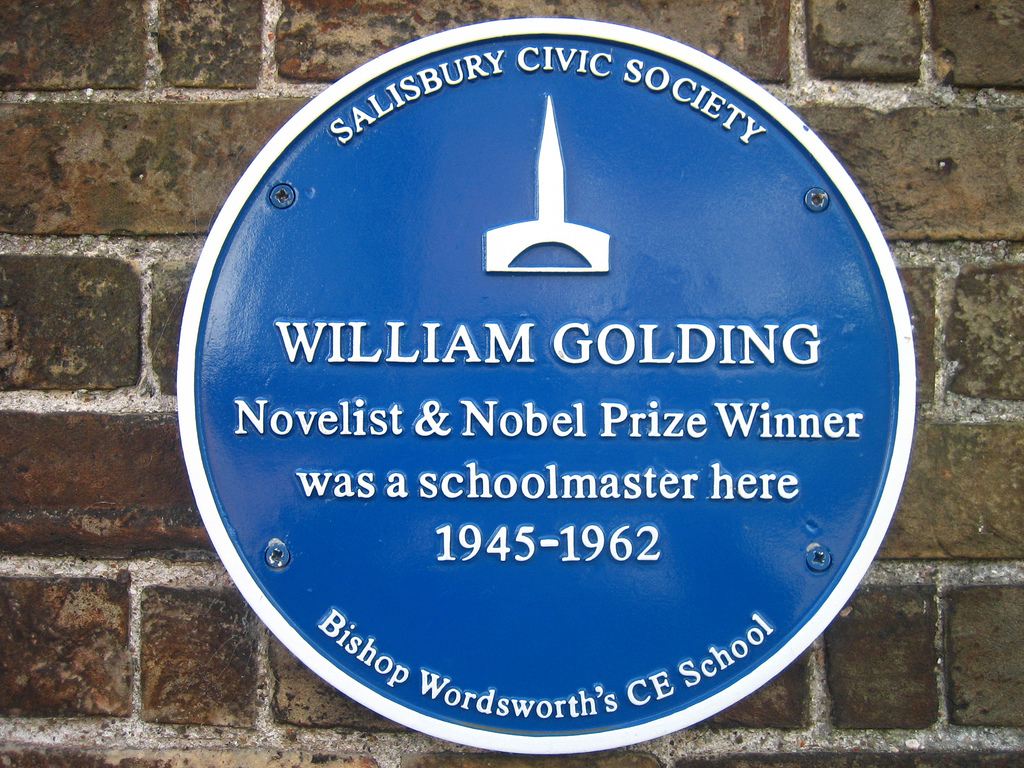
Мемориальная медаль на стене школы в Солсбери, где преподавал Голдинг.

В романе «Шпиль» (1964) У. Голдинг, как писал С. Медкалф, вновь проявил «интерес к замутнённым областям человеческого характера», продолжив «исследование человеческой воли, готовой всё принести себе в жертву». История настоятеля Джослина, оказавшегося во власти навязчивой идеи о собственной «миссии», получила множество толкований: так, New York Review of Books назвал Шпиль «книгой о предвидении и цене за него», которая «затрагивает тему мотивации в искусстве и молитве», а шпиль использует — как символ, с одной стороны, фаллический, с другой — как олицетворение соития двух начал: человеческого и божественного. New York Times Book Review отмечал, что «Шпиль» можно толковать и как точное описание автором своего художественного метода, суть которого состоит в попытке «вознестись ввысь, оставаясь при этом прикованным к земле». «Мистер Голдинг в своих устремлениях поднимается подобно лозе, цепляясь за любую твердь. Это особенно проявляется в 'Шпиле', где каждый камень, каждый этаж лесов, каждый карниз и узел используется автором, чтобы подтянуться к небесам», — писал Найджел Деннис. При том, что сам Голдинг подчёркивал «земной» смысл финала книги (Джослин-фанатик умирает, ощутив перед смертью красоту окружающего мира) он же отмечал: собственную маниакальность главный герой воспринимает как безумство божественное, полагая, что Бог сам толкает человека на «безумные дела» во имя самопрославления. Английские критики М. Кинкид-Уикс и И. Грегор сочли именно «Шпиль» поворотным пунктом в творчестве Голдинга, которое с этих пор раздвоилось на русла: метафизическое и социальное.

#### 1967—1979: «Пирамида» и «Зримая тьма»
Не все литературные критики сочли «Пирамиду» — сборник трёх новелл, объединённых местом действия, провинциальным английским городком Стилбурном, — романом. Некоторые из них назвали это произведение слабейшим в наследии писателя, другие отметили его непохожесть на остальные: согласно Times Literary Supplement, книга — «не притча, не содержит очевидных аллегорий, не рассказывает о некоем упрощённом или отдаленном мире. Она принадлежит иной, более знакомой традиции в английской литературе: это непритязательный реалистический роман о мальчике, взрослеющем в маленьком городке — такую книгу мог бы написать Герберт Дж. Уэллс, если бы внимательнее относился к своему стилю письма».
Более благосклонно был встречен критикой «Бог-скорпион» (The Scorpion God: Three Short Novels), сборник 1971 года. Так, рецензент Times Literary Supplement счёл его демонстрацией «чисто голдинговского дара». Заглавная новелла, по словам критика, переносит читателя в мир Древнего Египта, «применяя знакомые критерии к незнакомому… Это блестящий тур-де-фор, как и Наследники, разве что, в более скромном масштабе».
В 1979 году вышел роман Голдинга «Зримая тьма». Как отмечал критик Сэмюэл Хайнс (Washington Post Book World), пропустив пятнадцать лет, в мир романа Голдинг вернулся практически не изменившись, всё тем же «моралистом и создателем притч»: 

Моралисту требуется верить в существование добра и зла, и Голдинг верит; вообще, можно сказать, что исследование природы добра и зла и есть его единственная тема. Создатель притч должен верить, что моральный смысл может быть выражен в самой ткани повествования, более того, некоторые аспекты этого смысла только так и могут быть выражены, — и вновь это голдинговский принцип.— Сэмюэл Хайнс, Washington Post Book World, 1979
Многие исследователи отметили возвращение автора к библейским аллегориям. Именно в таких категориях рассматривала Сюзан Ф. Шеффер (Chicago Tribune Book World) противостояние Мэтти, чудом спасшегося в огне мальчика, который становится ясновидящим и олицетворяет свет, и сестёр-близняшек Тони и Софи Стэнхоуп, открывающих для себя «соблазны мрака».

#### Последние романы Голдинга
В цикл «На край света: морская трилогия» (1991) вошли романы «Ритуалы плавания» (1980), «Тесное соседство» (1987) и «Пожар внизу» (1989). Историческая сага, действие которой разворачивается в XVIII веке, вернула писателя к жанру аллегории: принято считать, что корабль здесь служит символом Британской империи. Блейк Моррисон (обозреватель New Statesman) отмечал, что первый роман трилогии перекликается с «Повелителем мух» — по крайней мере, в основной идее, о том, что человек, как «падшее существо», способен на «злодеяния, для описания коих не находится слов». Корабль с пассажирами на борту, оставаясь реальным и жизнеподобным пространством (согласно А. Чамееву), «…метафорически выполняет функцию совсем не пространственных отношений: <это> — микромодель общества в британском его варианте, а вместе с тем и символ всего человечества, суетного, раздираемого противоречиями, движущегося среди опасностей в неведомом направлении».
Во втором романе трилогии, «Тесное соседство», продолжающем историю плавания Тэлбота в Австралию, корабль предстаёт перед читателем на иной стадии своего существования: он символизирует Британию на грани коллапса. Произведение вызвало немало вопросов у критиков: так, рецензент Los Angeles Times Book Review Ричард Хоу писал, что второй роман с трудом воспринимается вне общего контекста; сам же по себе — как минимум, озадачивает: «Это не аллегория и не фантазия, не приключенческая проза и даже не законченный роман, поскольку имеет начало и, вроде бы, середину, но конец его словно бы вынесен в неопределённое будущее».
Пол Стюи, рецензент Quill and Quire, назвал завершивший трилогию роман «Пожар внизу» «амбициозным» и «в целом удачным», а финал его — волнующим. У. Л. Уэбб (New Statesman & Society), хоть и счёл вторую и третью части трилогии уступающими первой, заметил, что «удерживают внимание читателя… волшебные картины моря, создаваемые Голдингом, лица, вырисовываемые на палубе в лунную ночь, жуткие тени, отбрасываемые фигурами людей в тумане среди моросящего дождя, молнии и гул ветра, пчелиный рой матросов, на повреждённом корабле несущихся к утесам». «Ничего похожего на это нет больше в нашей литературе», — заключал рецензент.
Роман «Бумажные людишки» (1984), в центре которого — конфликт между пожилым британским писателем и амбициозным американским литературоведом, ознаменовал собой первое (после «Пирамиды») возвращение к жанру социальной комедии и в англо-американской прессе получил неоднозначные оценки, оказавшись самым спорным произведением автора. Основная идея этого «фарса», по мнению Майкла Рэтклиффа из London Times, свелась к тому, что «биография — это предмет торгового жульничества». Блейк Моррисон, впрочем, вновь обнаружил здесь возможность провести религиозную параллель («На одном уровне это защита таланта от угрозы, нависшей над живым писателем… в виде мертвой руки наукообразия. На другом же уровне Такер может рассматриваться либо как христоподобный образ, искупающий грехи Барклея, либо как сатана… искушения которого Барклей должен отвергнуть»). В большинстве своём критики сочли роман не соответствующим высшим стандартам голдинговского мастерства: «Судя по усталому, капризному тону повествования, мистер Голдинг похож на своего героя не только внешне» (Митико Какутани, New York Times); «что бы ни создал писатель после получения Нобелевской премии, разочаровывает, и новый <его> роман… не исключение» (Дэвид Лодж, New Republic).

## Семья
Отец писателя Алек Голдинг преподавал естественные науки и занимал пост заместителя директора в школе Мальборо, которую впоследствии закончил его сын. Голдинг-старший написал несколько учебников по ботанике, химии, зоологии, физике и географии, а кроме того был прекрасным музыкантом: играл на скрипке, фортепиано, виоле, виолончели и флейте. Как отмечалось впоследствии, именно отец писателя, энтузиаст и эрудит, влюблённый в науку и всегда окружённый толпой учеников, послужил прототипом одного из персонажей романа «Свободное падение» — учителя естествознания по имени Ник Шейлз. В ноябре 1958 года у Алека Голдинга был обнаружен рак; он перенёс операцию по удалению опухоли, но 12 декабря скоропостижно скончался в больнице от сердечного приступа.
Мать писателя Милдред Голдинг была женщиной сильного характера и твёрдых убеждений, суфражистка и феминистка. Две линии — научно-рационалистическая (отцовская) и социально-активная (материнская) — некоторое время в равной степени влияли на формирование характера мальчика; воспреобладала в конечном итоге первая из них. Хотя, как отмечала впоследствии Джойс Т. Форбс, именно комментарий матери, сделанный по поводу гибели «Титаника», относительно того, что человек беззащитен перед силами природы, в каком-то смысле явился тем зерном, из которого выросло критическое отношение Голдинга к «твердолобому рационализму». Милдред Голдинг умерла в 1960 году.

### Личная жизнь
В 1939 году Уильям Голдинг женился на Энн Брукфилд, специалистке по аналитической химии; тогда же супруги переехали в Солсбери, графство Уилтшир, где прожили бо́льшую часть жизни. В сентябре 1940 года у Голдингов родился сын Дэвид; дочь Джудит Диана родилась в июле 1945 года. Энн Голдинг умерла 31 декабря 1995 года и была похоронена вместе с мужем на кладбище в Боуэрчоке.
Дочь Голдинга Джудит Карвер написала биографию «Дети любовников» (Faber & Faber, май 2011 года), приуроченную к столетию со дня рождения писателя.
«Заголовок книги отчасти указывает на поговорку: 'Дети любовников — всегда сироты'; наши родители были слишком увлечены друг другом и каждый собой…», — рассказывала Карвер в интервью «Гардиан». Автор утверждала, что её отец «во многих отношениях был очень добрым, понимающим, милым, тёплым и весёлым человеком», замечая: «Странно, но никто не верит в это: все убеждены, что он был чрезвычайно мрачен». Во многом такому взгляду на особенности характера Голдинга способствовала публикация в 2009 году биографии Джона Кэри «William Golding: the Man Who Wrote Lord of the Flies», которая, при всей скандальности некоторых откровений, получила полную поддержку Джудит Карвер. Основное внимание автор книги сосредоточил на тех чертах личности Голдинга, которые делали писателя в его собственных глазах «монстром».

## Особенности характера
У Голдинга было несчастливое детство: согласно биографии Джона Кэри, он «рос робким, сверхчувствительным, пугливым мальчиком», страдал от одиночества и отчуждённости. Автор жизнеописания считал, что психологические проблемы голдинговского детства были во многом предопределены глубинными классовыми мотивами: отец, обнищавший интеллектуал, преподавал в средней школе, которая находилась неподалёку от элитного Marlborough College. Одним уже только своим внешним видом ученики этого заведения вынуждали юного Голдинга ощутить себя «грязным и униженным». Его стремление к литературному успеху во многом мотивировалось «жаждой мести»: «По правде говоря, у меня в глубине душе было одно желание: утереть нос этим мальборовским…», — признавался позже нобелевский лауреат. Классовые предрассудки и позже преследовали Голдинга: в колледже Брейзноуз за ним закрепились нелестные характеристики-аббервиатуры: «N.T.S.» («not top shelf», «не высший класс») и «N.Q.» («Not quite <gentleman>», «не вполне <джентльмен>»). Ненависть к снобизму писатель пронёс через всю жизнь: в одной из рецензий он даже признавался, что всегда мечтал «обмотать Итон милей-другой проволоки, загрузить туда несколько сот тонн TNT» с детонатором и на минуту «…почувствовать себя Иеговой».
Люди, общавшиеся с Голдингом в последние годы его жизни, обращали внимание на «морскую» печать, лежавшую на всём его облике. «Он походил, скорее, на старика, который вот-вот пустится рекламировать рыбные плавники или разразится матросской песней, но никак не на лауреата Нобелевской премии, создавшего несколько крайне оригинальных произведений прошлого века», — замечал обозреватель Telegraph Books. В 1966 году, когда корреспондент BBC попросил скульптора и художника Майкла Эйртона (Michael Ayrton) дать характеристику Голдингу-человеку, тот ответил: «среднее между капитаном Хорнблоуэром и Святым Августином». Как замечал по этому поводу Р. Дуглас-Фэйрхерст, во второй части этого сравнения речь могла идти, разве что, «об Августине до принятия им христианства». Голдинг писал о себе в дневнике: «Когда-нибудь, если моя литературная репутация останется на столь же высоком уровне, люди начнут изучать мою жизнь, и обнаружат, что я — монстр».

У. Голдинг в 1957 году

Как отмечал Джон Кэри в биографии «Уильям Голдинг: человек, написавший Повелителя мух», в характере писателя ещё до войны присутствовала некая тёмная сторона, истоки которой остались непрояснёнными. Биограф предполагал, что в жизни писателя имел место некий застарелый «чудовищный» эпизод; «скрытая мерзость» (hidden obscenity), суть которой для посторонних осталась сокрытой. Возможно, это имело отношение к переживаниям раннего детства: известно, что мать Голдинга страдала странным психическим расстройством, которое «с наступлением темноты превращало её в опасную маньячку: она швыряла в маленького Уильяма ножи, осколки зеркала, чайники с кипятком». Дочь Джудит подтверждала: писатель «…презирал себя, и корни этого чувства были очень глубоки. Иногда он относился к этому шутливо, <отделываясь> самоуничижительными насмешками, но иногда чувствовалось, что <где-то в нём кроется> нечто столь тёмное, что он с этим просто не может жить».
В связи с романом «Свободное падение», где выразительно и подробно описывались детали психологической пытки, которой главный герой подвергся в гитлеровском лагере для военнопленных, сам Голдинг замечал, что «понимает нацистов», потому что «сам таков по своей природе». Дневники писателя содержат описания нескольких поступков, им совершённых, которых он стыдился всю жизнь; например, рассказ о том, как он застрелил кролика в Корнуолле, и как тот взглянул на убийцу, прежде чем упасть, — «с выражением изумления и гнева на мордочке».
Один из самых скандальных эпизодов биографии Кэри касается описания Голдингом своей неудавшейся попытки изнасилования пятнадцатилетней девушки. Писатель оправдывал свой поступок тем, что та, «ущербная от природы», в 14 лет была «сексуальна, как обезьянка». Считается, что этот эпизод был косвенно использован в романе «Воришка Мартин». Правда, Джудит Карвер фрагмент биографии с описанием «неумелого» изнасилования не слишком шокировал: она говорила, что отец принадлежал к сексуально закомплексованному поколению и мог здесь преувеличивать собственную жестокость. Впрочем, муж Карвер утверждал, что всю жизнь писатель «упражнялся в унижении окружающих — разумеется, в тех случаях, когда снисходил до того, чтобы существование их заметить вообще».
Судя по некоторым дневниковым записям, Голдинг нередко словно бы отрабатывал на реальных людях некоторые эпизоды своих будущих произведений. Особый интерес в связи с этим вызвали описания, касавшиеся его преподавательской деятельности. Известно, что, приступив к репетициям «Юлия Цезаря», он особый упор делал на том, чтобы все мальчики «прочувствовали ощущения толпы, жаждущей крови». При этом он подробно разъяснил одному из юных актёров, как пользоваться кинжалом («воткнуть в живот, вспороть его движением вверх»). Организовав школьную экспедицию к раскопкам времён неолита неподалёку от Солсбери, Голдинг-учитель разделил мальчиков на две группы, одна из которых защищала укрепление, другая — атаковала его. Оба случая напомнили рецензентам соответствующие эпизоды в «Повелителе мух» и «Наследниках». Всё это, писал Дуглас-Фэйрхерст, указывает на то, что писателя «искушала возможность использования жизненных ситуаций для отработки элементов прозы». Иногда, по словам рецензента, Голдинг «относился к ученикам как к осам в банке, которых можно хорошенько встряхнуть — просто, чтобы взглянуть на результат». Известно также, что писателя преследовали ночные кошмары, некоторые из которых напоминали наброски для тех или иных событий в романах и нередко таковыми становились впоследствии.
Голдинг не отличался агрессивностью; напротив, согласно биографии Кэри, это был «человек многих скорбей, который шёл по жизни, преодолевая одно за другим возникающие препятствия с несгибаемым упорством». Писатель «боялся высоты, уколов, ракообразных, насекомых и всего, что ползает… Будучи опытным моряком, он не обладал чувством направления; один из его катеров затонул. За рулём автомобиля он мог заблудиться, находясь в нескольких милях от собственного дома». Известно, что значительная часть этих проблем была связана со злоупотреблением алкоголем. Не будучи клиническим алкоголиком, Голдинг очень много пил, впадал в запои — тогда и совершал свои самые дикие выходки. Однажды, проснувшись в доме лондонских знакомых в панике от собственного ночного кошмара, он вскочил и разорвал на части куклу Боба Дилана, потому что возомнил, будто бы в таком облике пред ним предстал сам Сатана. Рецензент «Гардиан» отмечал, что не только в романах, но и в жизни писатель беспрерывно сражался с «роившимися у него в голове демонами»; ощущал непрерывную борьбу в себе «религиозности и рациональности, мифов и науки». При этом Р. Дуглас-Фэйрхерст отмечал: факты, изложенные в биографии Джона Кэри, являют читателю не столько «монстра», сколько человека, который «распознал в себе монстра, живущего во всём человечестве»: потому — испытывает болезненный интерес к насилию, страданию и всему, «что находится на изнанке цивилизованности». Голдинг, по словам рецензента «Телеграф», обладал способностью — как ощущать в себе зло, так и сочувствовать тем, кто оказывался жертвой жестокости.

## Произведения
| Год  | Тип     | Русское название  | Оригинальное название |
| ---- | ------- | ----------------- | --------------------- |
| 1954 | роман   | Повелитель мух    | Lord of the Flies     |
| 1955 | роман   | Наследники        | The Inheritors        |
| 1956 | роман   | Воришка Мартин    | Pincher Martin        |
| 1959 | роман   | Свободное падение | Free Fall             |
| 1964 | роман   | Шпиль             | The Spire             |
| 1967 | роман   | Пирамида          | The Pyramid           |
| 1971 | новелла | Бог-скорпион      | The Scorpion God      |
| 1979 | роман   | Зримая тьма       | Darkness Visible      |
| 1982 | сборник | Движущаяся мишень | A Moving Target       |
| 1984 | роман   | Бумажные людишки  | The Paper Men         |
| 1980 | роман   | Ритуалы плавания  | Rites of Passage      |
| 1987 | роман   | Тесное соседство  | Close Quarters        |
| 1989 | роман   | Пожар внизу       | Fire Down Below       |
| 1995 | роман   | Двойной язык      | Double Tongue         |

## Экранизации произведений
- Путешествие на край земли /To the Ends of the Earth, (Великобритания, 2005, мини-сериал, реж. Дэвид Эттвуд)
- Повелитель мух /Lord of the Flies, (Великобритания, 1963, реж. Питер Брук)
- Повелитель мух/Lord of the Flies, (США, 1990, реж. Гарри Хук)

## Документальный фильм о Голдинге
- Арена — Грёзы Уильяма Голдинга / Arena — The Dreams of William Golding (2012)